# Dasyuris strategica
Dasyuris strategica är en fjärilsart som beskrevs av Edward Meyrick. Dasyuris strategica ingår i släktet Dasyuris och familjen mätare. Inga underarter finns listade i Catalogue of Life.